# 王子コーンスターチ
王子コーンスターチ株式会社（おうじコーンスターチ、英文社名Oji Cornstarch Co.,Ltd.）は、デンプン製品の製造を行う日本の企業。
王子製紙（2代。現：王子ホールディングス）と三井物産の共同出資により設立され、製紙原料なども生産している。

## 沿革
- 1963年（昭和38年） - 会社設立
- 1964年（昭和39年）11月 - 千葉工場完成[2]
- 1970年（昭和45年） - 名古屋工場開設
- 1988年（昭和63年） - 北海道工場開設
- 2005年（平成17年） - POs-Ca販売開始

## 主な製品
- 工業用澱粉 - 製紙用薬品や段ボール用糊、繊維・肥料・建材・鋳物などに利用される。
- 食品用澱粉
- 異性化糖、液状ブドウ糖、水飴
- POs-Ca（江崎グリコが開発し、王子コーンスターチが量産化技術を確立した食品向けリン酸化オリゴ糖カルシウム[3]）
- グルテンフィード（牛用飼料・肥料原料）
- グルテンミール（鶏用飼料原料）
- ドライジャーム（コーン油原料用トウモロコシ胚芽）

## 事業所
- 本社 - 〒104-0061 東京都中央区銀座4-7-5
- 千葉工場・開発研究所 - 〒290-0067 千葉県市原市八幡海岸通り9
  - 1964年操業開始。非遺伝子組換トウモロコシを原料とした食品用コーンスターチ、化工澱粉 Modified starch、糖化製品を製造。
- 名古屋工場・名古屋営業所 - 〒478-0046 愛知県知多市北浜町24-3
  - 1970年操業開始。製紙用を中心とした工業用澱粉、リン酸エステル澱粉を製造。三井物産名南コンビナートに位置し、周辺工場に蒸気や電力の供給も行う。
- 北海道工場・北海道営業所 - 〒073-0138 北海道砂川市豊沼町1
  - 1988年に異性化糖工場買収により開設。北海道産馬鈴薯を原料とした飲料向け異性化糖、POs-Caを製造。
- 大阪営業所 - 〒541-0054 大阪市北区堂島浜1-4-18